# Torreón del Bonete
El Torreón del Bonete  es una torre situada entre el Frente de Levante y el Frente de Trápana de Melilla la Vieja en la ciudad española de Melilla y forma parte del Conjunto Histórico Artístico de la Ciudad de Melilla, un Bien de Interés Cultural.

## Historia
Se construyó en 1515, fue reparado en 1527 según proyecto de Tadino de Martinengo.
En 1764 disponía de 5 cañones a barbeta.
Llamado en un principio de las Cruces, en 1604 erallamado del Bonete y más tarde en 1699 es llamado el Palo del Suplicio, para ser llamado definitivamente del Bonete desde 1764.

## Descripción
Está construido en piedra local y tiene forma cuadrada.